# Bambous
Bambous is een plaats in Mauritius. Het is de hoofdplaats van het district Black River. De stad telt 14.214 inwoners.
Bambous · Beau Bassin-Rose Hill · Centre de Flacq · Mapou · Port Louis · Port Mathurin · Quartier Militaire · Raphael · Rose-Belle · Souillac · Triolet · Vingt Cinq